# FC Brașov (2021)
El FC Brasov es un equipo de fútbol de Rumania que juega en la Liga II; la segunda división nacional.

## Historia
Fue fundado en el verano de 2021 en la ciudad de Brasov del distrito de Brașov como el sucesor legal del AS SR Brașov, equipo disuelto en 2017 tras quedar en bancarrota.
Ingresa en la Liga II luego de fusionarse con el ASC Corona Brașov y tomando su lugar en la liga, lo que generó problemas en la liga debido a que el Corona era el rival del club original desaparecido, lo que provocó que los aficionados del equipo original los dejara de apoyar y pasaran al SR Brașov, equipo formado por aficionados del club en 2017.

## Estadio

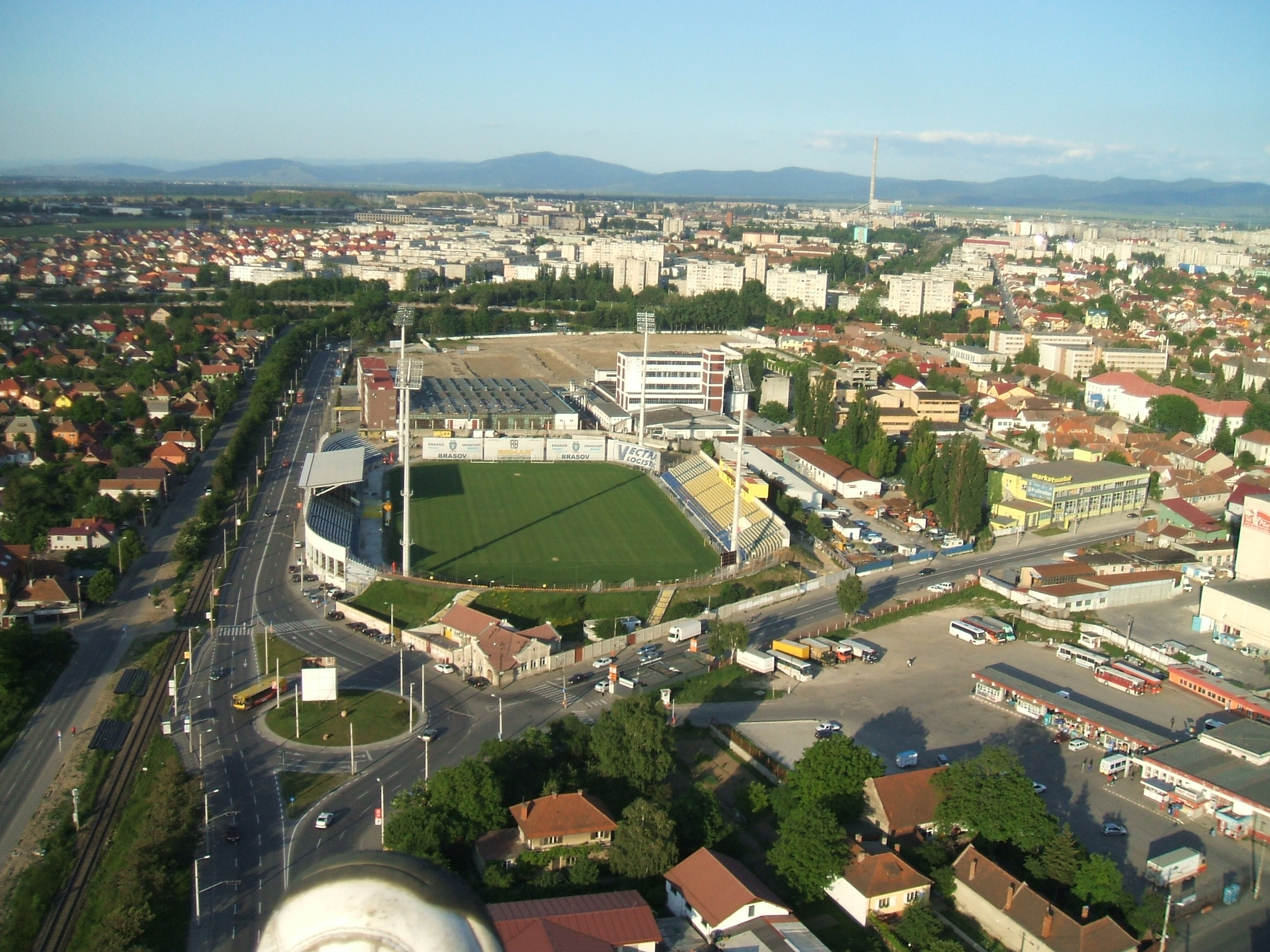
Stadionul Silviu Ploeșteanu.